# Grebbe-Linie

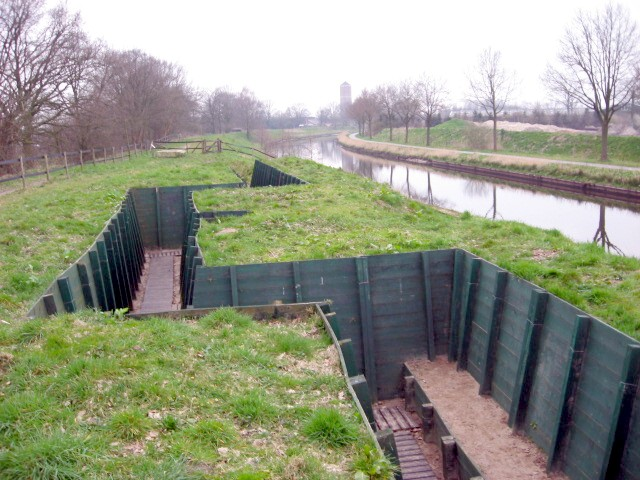
Grebbelinie mit Laufgräben bei Scherpenzeel

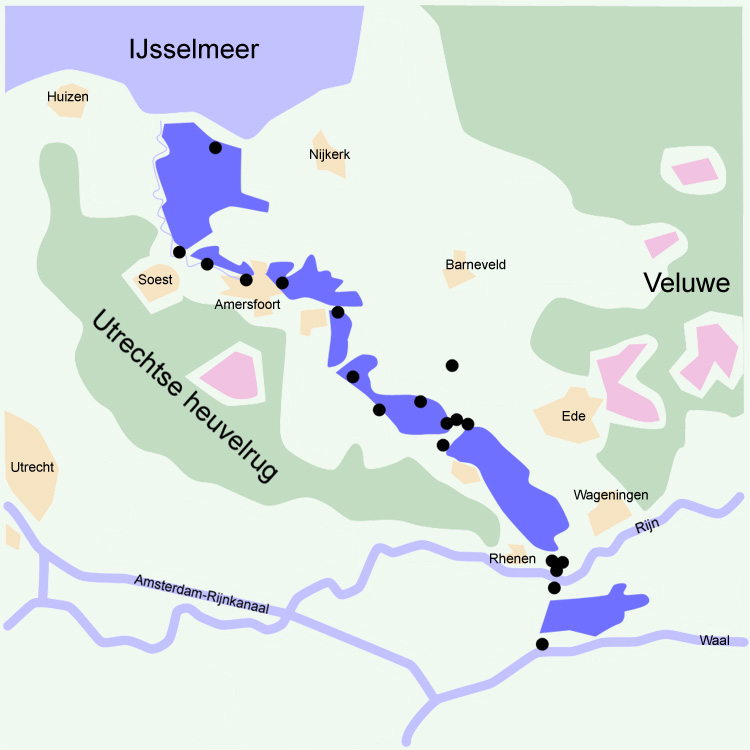
Grebbelinie

Die Grebbe-Linie war eine niederländische Verteidigungslinie auf der Grundlage der Inundierung. Im Verteidigungsfall konnte das Land so 40 Zentimeter hoch geflutet werden. Sie lag im Vorfeld der sogenannten holländischen Wasserlinie. Ursprünglich um 1745 erbaut, verlor sie im 19. Jahrhundert ihre Bedeutung. Sie wurde 1926 zum großen Teil abgeschafft und ab 1939 erneut stark ausgebaut und modernisiert. Im Zweiten Weltkrieg sollte sie als Teil der „Festung Holland“ deutsche Truppen im Vorfeld der zentralholländischen Gebiete aufhalten. Die Grebbe-Linie verlief vom Grebbeberg in Rhenen nach Norden bis zum IJsselmeer. Sie ist nach dem Grebbeberg benannt.